# The Erosion of Sanity
The Erosion of Sanity är Gorguts andra fullängdsalbum, som släpptes 1993. Det var deras sista platta som släpptes på Roadrunner Records.

## Låtlista
1. With Their Flesh, He'll Create
2. Condemned To Obscurity
3. The Erosion of Sanity
4. Orphans of Sickness
5. Hideous Infirmity
6. A Path Beyond Premonition
7. Odors of Existence
8. Dormant Misery

## Musiker
- Luc Lemay - Sång, gitarr
- Sylvain Marcoux - Gitarr
- Éric Giguère - Bas
- Stéphane Provencher - Trummor